# خوليو سيزار أندرسون
خوليو سيزار أندرسون (بالإسبانية: Julio César Anderson)‏ (27 نوفمبر 1947 - 7 أغسطس 2021) هو لاعب كرة قدم غواتيمالي في مركز الهجوم، شارك في الألعاب الأولمبية الصيفية 1976.

## وصلات خارجية
- خوليو سيزار أندرسون على موقع الاتحاد الدولي (مؤرشف)  (الإنجليزية)
- خوليو سيزار أندرسون على موقع قاعدة بيانات كرة القدم.إي يو (الإنجليزية)
- خوليو سيزار أندرسون على موقع ناشيونال فوتبول تيمز (الإنجليزية)
- خوليو سيزار أندرسون على موقع عالم كرة القدم.نت (الإنجليزية)
- خوليو سيزار أندرسون على موقع اللجنة الأولمبية الدولية (الإنجليزية)
- خوليو سيزار أندرسون على موقع أوليمبيديا (الإنجليزية)